# Parmulella emarginata
Parmulella emarginata is een eenoogkreeftjessoort uit de familie van de Entomolepididae. De wetenschappelijke naam van de soort is voor het eerst geldig gepubliceerd in 1992 door Stock.